# 박경화 (축구인)
박경화(朴景和, 1939년 6월 2일~2023년 4월 4일)는 대한민국의 축구 선수, 감독으로 포지션은 공격수이다. 형인 박경호 역시 대한민국 축구 국가대표팀 일원으로 활약하였다. 연세대학교 졸업 후 제일모직 축구단 선수로 활동했으며, 대한민국 대표팀 선수로서 1960년 아시안컵에서 우승을 차지했고, 1962년 아시안 게임에서 은메달을 획득했다.
은퇴 후에는 지도자로 활약했고 대한민국 여자 축구 대표팀 초대 감독을 맡았다. 또한 대한축구협회(KFA) 기술위원장(1995~1997)과 한국방송공사(KBS) 축구 해설 위원을 역임하였다.

## 가족 관계
- 오빠: 박경호(1930~2021)
- 남편: 민동진(1980~)